# Palazzo De Ruggiero

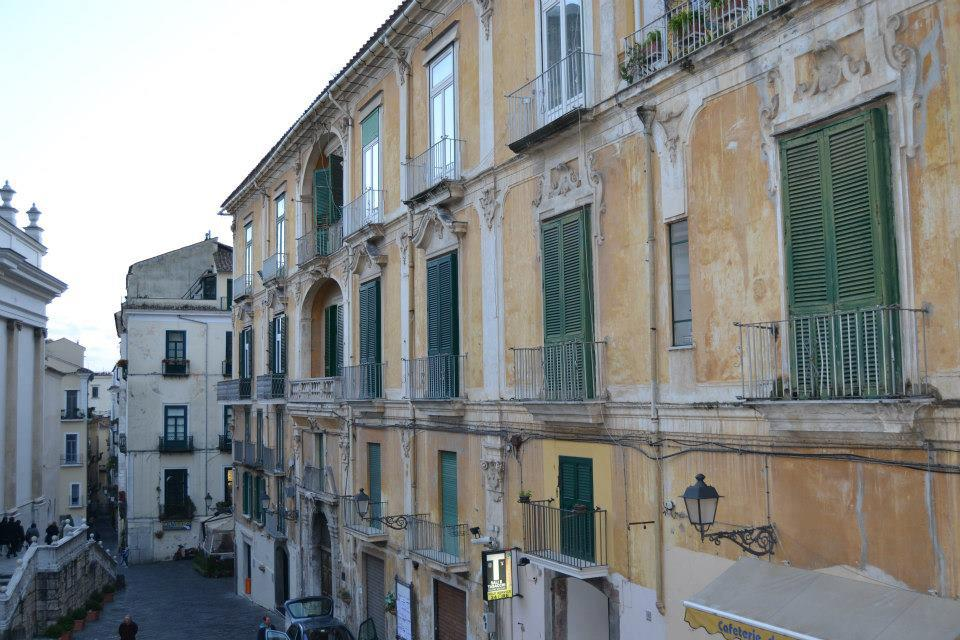
Palazzo De Ruggiero in Salerno: Fassade zur Piazza Alfano I.

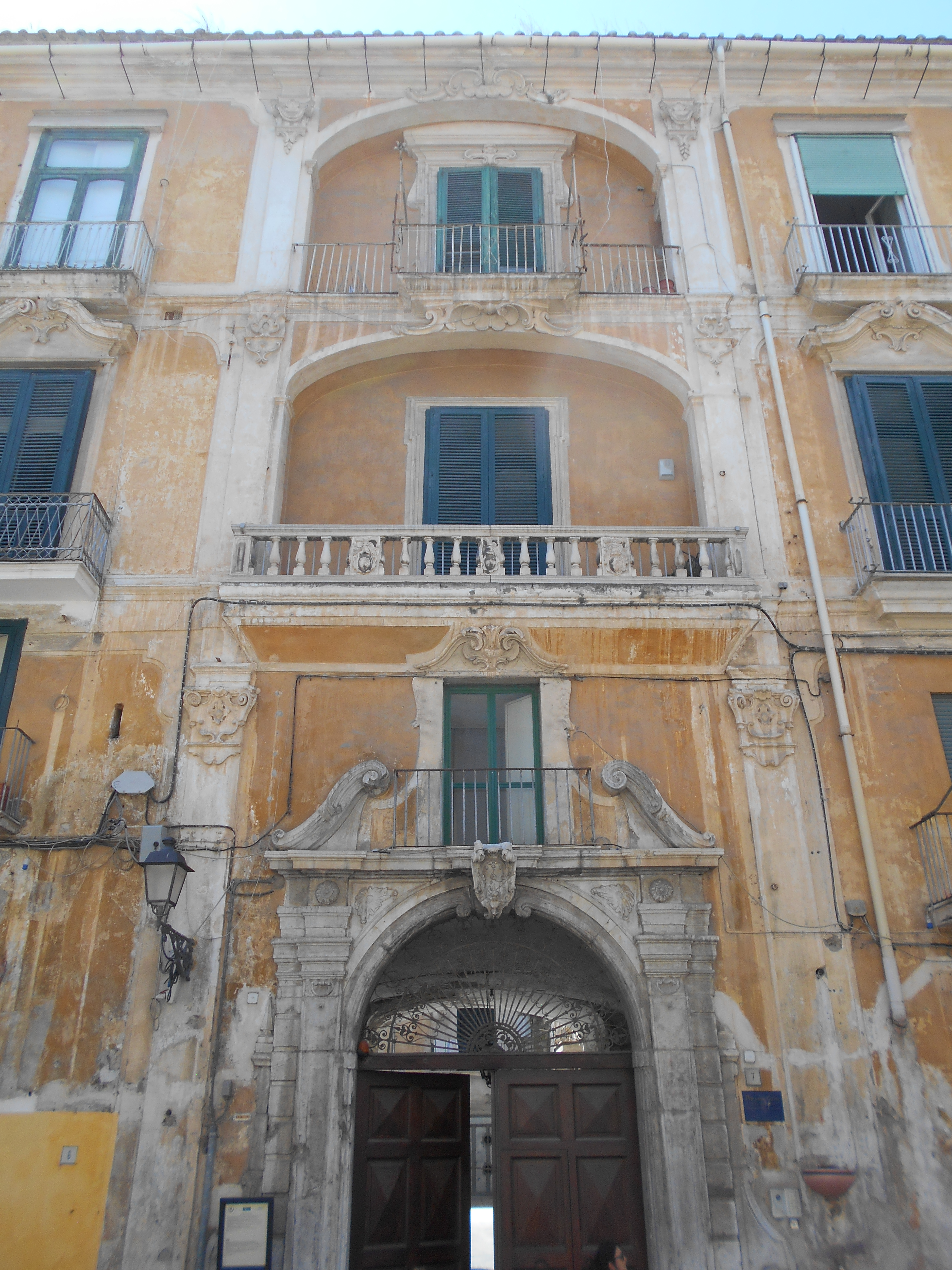
Palazzo De Ruggiero oder Giannattasio in Salerno: Portal.

Der Palazzo De Ruggiero (auch Palazzo Giannattasio genannt) ist ein Palast aus dem 16. Jahrhundert an der Piazza Alfano I, 6, im historischen Zentrum von Salerno in der italienischen Provinz Kampanien, gegenüber den Zugangstreppen zum Dom.

## Geschichte und Beschreibung
Der Palast wird heute „Palazzo Giannattasio“ genannt, weil dessen letzter Eigentümer eine Familie dieses Namens war, die aus San Cipriano Picentino stammte; ihr Familienwappen in Stein ist noch über dem Eingangsportal zu sehen. Sie hatten den Palast von der Familie Della Calce erworben, die ihn ihrerseits von den De Ruggieros geerbt hatten. Das Gebäude liegt gegenüber dem Dom der Stadt, für dessen Bau die Familie De Ruggiero viele Grundstücke und Güter gespendet hatten.
Das Wappen der Familie Giannattasio kann man heute noch auf den Schlussstein über dem Portal und an den Pfeilern der Terrasse der herrschaftlichen Wohnung sehen, von der aus man auf den Dom blicken kann. Das Eingangsportal ist einfach gehalten, ohne Verzierungen, die keinerlei Bezug zum Barock haben. Die ersten beiden Geschosse weisen in der Mitte breite Balkone auf, die mit Hell-Dunkel-Effekten verziert sind. An der Ostecke des Gebäudes findet sich ein stuckverziertes Fries. Im Hof befinden sich zahlreiche Räumlichkeiten, die einst als Läger, Ställe oder Diensträume genutzt wurden.

“il Palazzo Giannattasio (o De Ruggiero) presenta una facciata barocca con tre piani, rimaneggiata più volte nel Seicento e nel Settecento e ispirata all’architettura napoletana. Sulla chiave di volta del portone è ben visibile lo stemma del casato dei Giannattasio, famiglia originaria di San Cipriano Picentino che acquistò il palazzo nella seconda metà del XVIII secolo. Il palazzo è stato rimaneggiato a fine Seicento su una struttura preesistente e ha una facciata barocca con tre piani. Fu restaurato nel Settecento dall'architetto Bottiglieri. Il palazzo De Ruggiero è espressione di raffinatezza nell'area del Rione Duomo"

(dt.: der Palazzo Giannattasio (oder De Ruggiero) zeigt eine barocke Fassade mit drei Stockwerken, die im Laufe des 17. und 18. Jahrhunderts mehrmals umgestaltet wurde und von der Architektur Neapels inspiriert wurde. Auf dem Schlussstein des Portals kann man gut das Wappen des Hauses Giannattasio sehen, einer Familie, die aus San Cipriano Picentino stammte und den Palast in der zweiten Hälfte des 18. Jahrhunderts kaufte. Der Palast wurde Ende des 17. Jahrhunderts auf Basis eines vorher existierenden Gebäudes umgebaut und hat eine Fassade mit drei Stockwerken. Im 18. Jahrhundert wurde er von dem Architekten Bottiglieri restauriert. Der Palazzo De Ruggiero ist ein Ausdruck der Raffinesse in der Gegend des Domviertels.)

Das Domviertel ist eines der ältesten und bedeutendsten Stadtteile in der Altstadt von Salerno und befindet sich zwischen dem Largo Abate Conforti und der Via Antonio Genovesi.
Der Palast wurde bei der Landung der Alliierten in Salerno im Zuge des Zweiten Weltkrieges im September 1943 beschädigt.
In dem Palast sind gelegentlich Ausstellungen zu sehen.